# Venezillo lacustris
Venezillo lacustris là một loài chân đều trong họ Armadillidae. Loài này được Taiti & Ferrara miêu tả khoa học năm 1987.